# Дубівка (Кам'янець-Подільський район)
Дубі́вка (до 1945 року — Дембрівка) — село в Україні, у Закупненській селищній громаді Кам'янець-Подільського району Хмельницької області.

## Назва
Історично зафіксовано назви села: «Дубровка», «Домбровка», «Дембрівка».

## Географія
Село Дубівка розташоване на подільській височині в південно-західній частині України, на дорозі Т 2312.

### Клімат
Дубівка знаходяться в межах вологого континентального клімату із теплим літом. Але діяльність людини досить часто призводить до екоциду, поганих змін та глобального потепління. Рівень наповнення річок водою по області становить лише 20 % від необхідного стандарту, значна частина земної поверхні стає посушливою [джерело?].

## Історія
Перша письмова згадка про село кінець XVIII століття.
Внаслідок поразки Визвольних змагань на початку XX століття, село надовго окуповане російсько-більшовицькими загарбниками.
Радянська окупація принесла колективізацію та розкуркулення, мешканці села зазнали репресій. В багатьох частинах Поділля відбувались масові селянські повстання проти радянської влади.
В 1932–1933 селяни села пережили Голодомор.
4 червня 1945 року село «Дембрівка» перейменовано — Дубівка.
З 1991 року село в складі незалежної України.
12 червня 2020 року шляхом об'єднання Закупненської селищної ради та Вівсянської, Вільховецької, Голенищівської, Гусятинської, Івахновецької, Кутковецької сільських рад село увійшло до складу Закупненської селищної громади.
17 липня 2020 року, в результаті адміністративно-територіальної реформи та ліквідації Чемеровецького району, село увійшло до складу Кам'янець-Подільського району.

## Населення
За переписом населення України 2001 року в селі мешкало 213 осіб.

### Мова
У селі поширені західноподільська говірка та південноподільська говірка, що відносяться до подільського говору, який належить до південно-західного наріччя.
100 % населення вказало своєю рідною мовою українську мову за даними перепису 2001 року.

## Природоохоронні території
Село лежить у межах національного природного парку «Подільські Товтри».

## Світлини

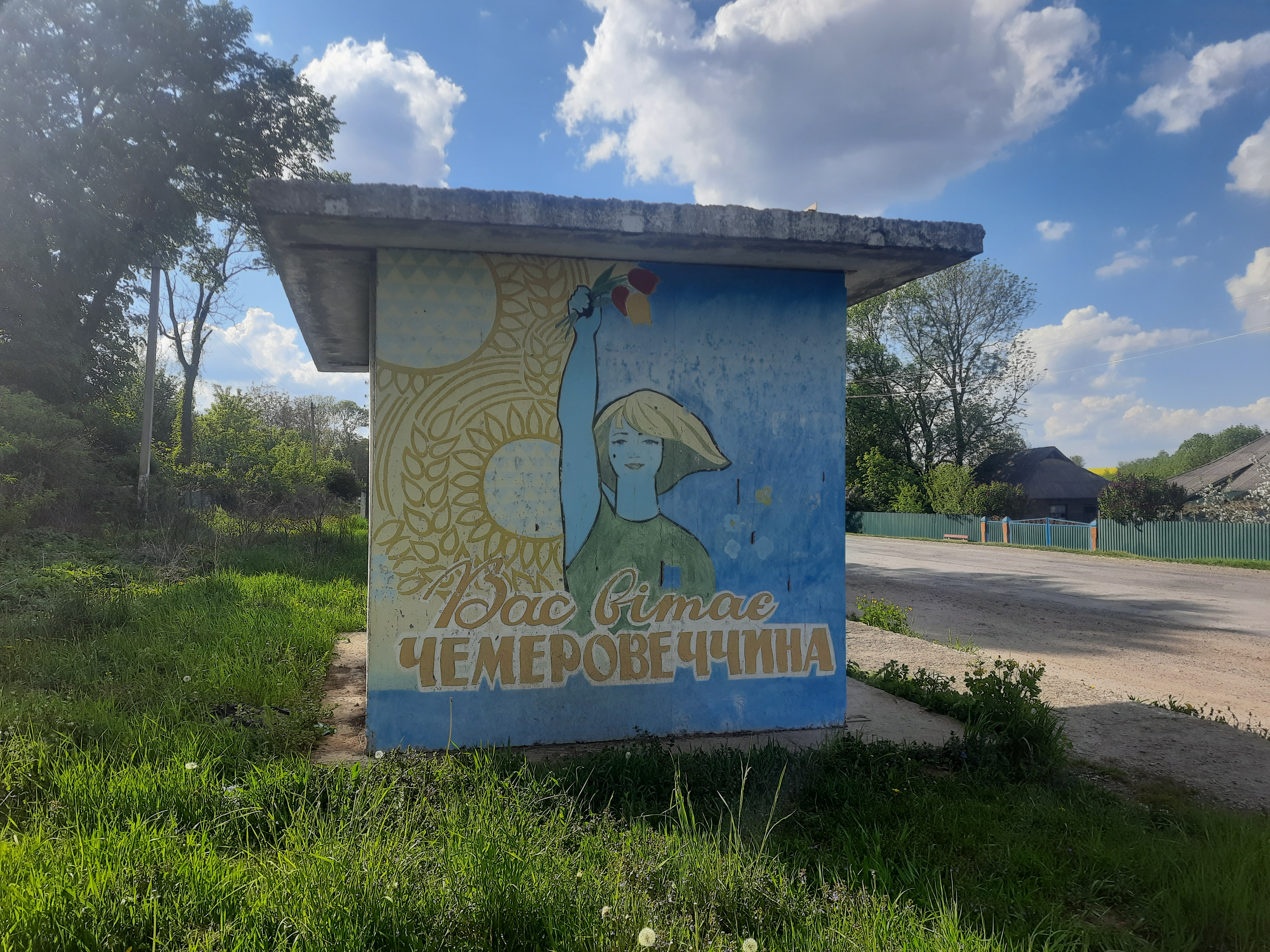
Автобусна зупинка